# Oideterus nigrum
Oideterus nigrum es una especie de escarabajo longicornio del género Oideterus, categorizada en la tribu Anacolini, de la subfamilia Prioninae. Fue descrita por Botero, Galileo y Santos-Silva en 2019.
El período de actividad en ejemplares adultos se presenta regularmente en el mes de noviembre.

## Descripción
Mide 13,1 mm de longitud.

## Distribución
Se distribuye por América del Sur: Colombia, en el departamento del Cauca.